# Československá hymna
Československá hymna se skládala ze dvou částí. Úvodní část tvořila první sloka české písně Kde domov můj a druhou první sloka slovenské písně Nad Tatrou sa blýska.

## Text a překlad hymny
| Československy | Německy |
| --- | --- |
| Kde domov můj, kde domov můj. Voda hučí po lučinách, bory šumí po skalinách, v sadě skví se jara květ, zemský ráj to na pohled! A to je ta krásná země, země česká, domov můj, země česká, domov můj! Nad Tatrou sa blýska, hromy divo bijú. Zastavme sa bratia, veď sa ony stratia, Slováci ožijú. | Wo ist mein Heim, mein Vaterland, Wo durch Wiesen Bäche brausen, Wo auf Felsen Wälder sausen, Wo ein Eden uns entzückt, Wenn der Lenz die Fluren schmückt: Dieses Land, so schön vor allen, Böhmen ist mein Heimatland. Über der Tatra blitz es, Dröhnt des Donners Krachen Doch der Stürme Wehen wird gar bald vergehen Brüder, wir erwachen! |

V druhé větě slovenské části československé hymny byla až do roku 1990 slova: „Zastavme sa…“ používaná od vzniku Československa v roce 1918, místo původního „Zastavme ich…“. Od roku 1990 se na žádost slovenských poslanců Federálního shromáždění slovenská hymna vrátila k původnímu znění textu z roku 1844.[zdroj?]
V letech 1918–1938 pro silnou německou menšinu (1/4 až 1/3 obyvatel) v Československu existovala také oficiální německá verze hymny.
Básník Jan Skácel považoval pomlku mezi českou a slovenskou částí za moravskou hymnu.
Hymny dlužno hráti jen za příčin obzvláštních a slavnostních a snižuje se význam velebných našich písní „Kde domov můj" a „Nad Tatrou sa blýská", hrají-li se po hospodách. Hymny národní jest nám vyslechnouti vždy stojíc, a hrají-li nebo zpívají-li se venku, vždy o hlavě obnažené. Hymnou pozdravujeme svou českou vlast, předmět své největší úcty a lásky, za nálady vysoko povznesené. Proto hymna nepatří k pivu do hospod, ani ne do potpourri, hraného kapelou byť sebe krásnější při obyčejných promenádních koncertech.

Jiří Stanislav Guth-Jarkovský, Společenský katechismus, 1921